# Eurocup-3 2024
L'Eurocup-3 2024 è la seconda stagione della serie Eurocup-3. Si tratta di un campionato automobilistico multi-evento per monoposto a ruote scoperte che si svolge in tutta Europa. Il campionato, approvato dalla FIA, è stato creato come alternativa della Formula Regional europea e della Euroformula Open, dopo che quest'ultima serie ha faticato ad attirare iscrizioni alla fine del 2022.
La serie ha l'obbiettivo di fornire pari condizioni a tutti i piloti, con i team partecipanti che hanno concordato un budget massimo di 400.000€ a stagione.

## Calendario
Il calendario per la stagione 2024 è stato annunciato il 20 novembre del 2023, il numero delle gare è rimasto invariato, 16 divise sul otto circuiti diversi. La serie debutterà al Red Bull Ring, ad Algarve e al Paul Ricard, eventi che sostituiscono anche il round di Monza, presente la stagione passata. Cinque degli otto round sono in concomitanza con il Campionato spagnolo di Formula 4, le due serie condividono lo stesso promotore.
| Round | Round | Circuito                                     | Data          | Gare di supporto                              |
| ----- | ----- | -------------------------------------------- | ------------- | --------------------------------------------- |
| 1     | G1    | Circuito di Spa-Francorchamps, Stavelot      | 19–20 aprile  | 24H GT Series Prototype Cup Germany           |
| 1     | G2    | Circuito di Spa-Francorchamps, Stavelot      | 19–20 aprile  | 24H GT Series Prototype Cup Germany           |
| 2     | G1    | Red Bull Ring, Spielberg                     | 17–19 maggio  | ESET Cup Series TCR Eastern Europe            |
| 2     | G2    | Red Bull Ring, Spielberg                     | 17–19 maggio  | ESET Cup Series TCR Eastern Europe            |
| 3     | G1    | Autódromo Internacional do Algarve, Portimão | 7–9 giugno    | Formula 4 spagnola                            |
| 3     | G2    | Autódromo Internacional do Algarve, Portimão | 7–9 giugno    | Formula 4 spagnola                            |
| 4     | G1    | Circuito Paul Ricard, Le Castellet           | 5–7 luglio    | Formula 4 spagnola                            |
| 4     | G2    | Circuito Paul Ricard, Le Castellet           | 5–7 luglio    | Formula 4 spagnola                            |
| 5     | G1    | Circuito di Zandvoort, Zandvoort             | 13–14 luglio  | Zandvoort Summer Trophy Prototype Cup Germany |
| 5     | G2    | Circuito di Zandvoort, Zandvoort             | 13–14 luglio  | Zandvoort Summer Trophy Prototype Cup Germany |
| 6     | G1    | Circuito d'Aragón, Alcañiz                   | 26–28 luglio  | Formula 4 spagnola                            |
| 6     | G2    | Circuito d'Aragón, Alcañiz                   | 26–28 luglio  | Formula 4 spagnola                            |
| 7     | G1    | Circuito di Jerez, Jerez de la Frontera      | 4–6 ottobre   | Formula 4 spagnola                            |
| 7     | G2    | Circuito di Jerez, Jerez de la Frontera      | 4–6 ottobre   | Formula 4 spagnola                            |
| 8     | G1    | Circuito di Catalogna, Montmeló              | 8–10 novembre | Formula 4 spagnola                            |
| 8     | G2    | Circuito di Catalogna, Montmeló              | 8–10 novembre | Formula 4 spagnola                            |

## Team e Piloti
Tutti i team utilizzano lo stesso telaio, il Tatuus F.3 T-318 che viene anche utilizzato anche nel Campionato di Formula Regional europea. L'auto utilizzerà un motore Alfa Romeo-Autotecnica da 270 CV e vengono montati gli pneumatici Hankook. Inoltre come nella FREC le vetture hanno un push-to-pass che assegna 25 CV in più.
| Team             | N. | Pilota                 | Stato | Gare      |
| ---------------- | -- | ---------------------- | ----- | --------- |
| Campos Racing    | 2  | Noah Lisle             |       | 1-        |
| Campos Racing    | 5  | Valentin Kluss         | R     | 1-        |
| Campos Racing    | 16 | Michael Shin           |       | 1-        |
| Campos Racing    | 23 | Christian Ho           | R     | 1-        |
| Campos Racing    | 52 | Suleiman Zanfari       |       | 1-3       |
| Campos Racing    | 52 | Jesse Carrasquedo Jr   |       | 4-        |
| Drivex           | 7  | Georgy Zhuravskiy      | R     | 1-        |
| Drivex           | 13 | Daniel Nogales         |       | 1-        |
| Drivex           | 20 | Gaspard Le Gallais     |       | 1-        |
| Drivex           | 21 | Vittoria Blokhina      | R     | 1-        |
| Drivex           | 64 | Nick Gilkes            |       | 1-        |
| MP Motorsport    | 6  | Bruno del Pino         |       | 1-        |
| MP Motorsport    | 24 | Emerson Fittipaldi Jr. |       | 1-        |
| MP Motorsport    | 25 | Javier Sagrera         |       | 1-        |
| MP Motorsport    | 26 | Owen Tangavelou        |       | 1-        |
| MP Motorsport    | 34 | Dario Cabanelas        | R     | 1-        |
| Palou Motorsport | 4  | Kirill Smal            |       | 1-2       |
| Palou Motorsport | 4  | Pierre-Louis Chovet    |       | 6         |
| Palou Motorsport | 10 | Luciano Morano         | R     | 1-        |
| Palou Motorsport | 18 | Garrett Berry          | R     | 1-        |
| Palou Motorsport | 30 | Theodor Jensen         | R     | 1-        |
| Saintéloc Racing | 12 | Alexander Abkhazava    |       | 1-        |
| Saintéloc Racing | 44 | Diego de la Torre      | R     | 1-        |
| Saintéloc Racing | 99 | José Garfias           |       | 1-        |
| GRS Team         | 9  | Nikola Tsolov          |       | 1, 3, 5-6 |
| GRS Team         | 9  | Emely de Heus          |       | 2         |
| GRS Team         | 72 | Emely de Heus          |       | 3,5       |
| GRS Team         | 72 | Douwe Dedecke          |       | 6         |
| GRS Team         | 77 | Isaac Barashi          | R     | 1-        |

## Risultati
| Round | Round | Circuito          | Pole position                               | Giro veloce                                 | Pilota vincitore                            | Team vincitore                              | Rookie                                      | Note                                        |
| ----- | ----- | ----------------- | ------------------------------------------- | ------------------------------------------- | ------------------------------------------- | ------------------------------------------- | ------------------------------------------- | ------------------------------------------- |
| 1     | G1    | Spa-Francorchamps | Owen Tangavelou                             | Javier Sagrera                              | Javier Sagrera                              | MP Motorsport                               | Valentin Kluss                              | [ 18 ]                                      |
| 1     | G2    | Spa-Francorchamps | Cancellata per condizioni avverse del meteo | Cancellata per condizioni avverse del meteo | Cancellata per condizioni avverse del meteo | Cancellata per condizioni avverse del meteo | Cancellata per condizioni avverse del meteo | Cancellata per condizioni avverse del meteo |
| 2     | G1    | Red Bull Ring     | Owen Tangavelou                             | Owen Tangavelou                             | Owen Tangavelou                             | MP Motorsport                               | Dario Cabanelas                             |                                             |
| 2     | G2    | Red Bull Ring     | Christian Ho                                | Dario Cabanelas                             | Bruno del Pino                              | MP Motorsport                               | Christian Ho                                |                                             |
| 3     | G1    | Portimao          |                                             |                                             |                                             |                                             |                                             |                                             |
| 3     | G2    | Portimao          |                                             |                                             |                                             |                                             |                                             |                                             |
| 4     | G1    | Paul Ricard       |                                             |                                             |                                             |                                             |                                             |                                             |
| 4     | G2    | Paul Ricard       |                                             |                                             |                                             |                                             |                                             |                                             |
| 5     | G1    | Zandvoort         |                                             |                                             |                                             |                                             |                                             |                                             |
| 5     | G2    | Zandvoort         |                                             |                                             |                                             |                                             |                                             |                                             |
| 6     | G1    | Circuito d'Aragón |                                             |                                             |                                             |                                             |                                             |                                             |
| 6     | G2    | Circuito d'Aragón |                                             |                                             |                                             |                                             |                                             |                                             |
| 7     | G1    | Jerez             |                                             |                                             |                                             |                                             |                                             |                                             |
| 7     | G2    | Jerez             |                                             |                                             |                                             |                                             |                                             |                                             |
| 8     | G1    | Catalogna         |                                             |                                             |                                             |                                             |                                             |                                             |
| 8     | G2    | Catalogna         |                                             |                                             |                                             |                                             |                                             |                                             |

## Classifiche
Sistema di punteggio

I punti vengono assegnati ai primi dieci classificati. Ulteriori punti vengono assegnati per aver stabilito il giro più veloce durante una gara o qualificarsi in pole position.
| Posizione | 1° | 2° | 3° | 4° | 5° | 6° | 7° | 8° | 9° | 10° | Pole | GV |
| Punti     | 25 | 18 | 15 | 12 | 10 | 8  | 6  | 4  | 2  | 1   | 2    | 1  |

### Classifica Piloti
| Pos | Pilota                 | SPA | SPA | RBR | RBR | POR | POR | LEC | LEC | ZAN | ZAN | ARA | ARA | JER | JER | CAT | CAT | Punti |
| --- | ---------------------- | --- | --- | --- | --- | --- | --- | --- | --- | --- | --- | --- | --- | --- | --- | --- | --- | ----- |
| 1   | Javier Sagrera         | 1   | C   | 8   | 2   |     |     |     |     |     |     |     |     |     |     |     |     | 48    |
| 2   | Bruno del Pino         | 18  | C   | 2   | 1   |     |     |     |     |     |     |     |     |     |     |     |     | 43    |
| 3   | Owen Tangavelou        | NS  | C   | 1   | 3   |     |     |     |     |     |     |     |     |     |     |     |     | 43    |
| 4   | Emerson Fittipaldi Jr. | 4   | C   | 3   | 5   |     |     |     |     |     |     |     |     |     |     |     |     | 37    |
| 5   | Kirill Smal            | 3   | C   | 4   | Rit |     |     |     |     |     |     |     |     |     |     |     |     | 27    |
| 6   | Alexander Abkhazava    | 2   | C   | 6   | 24  |     |     |     |     |     |     |     |     |     |     |     |     | 26    |
| 7   | Christian Ho           | 22  | C   | Ret | 4   |     |     |     |     |     |     |     |     |     |     |     |     | 14    |
| 8   | Valentin Kluss         | 7   | C   | 19  | 6   |     |     |     |     |     |     |     |     |     |     |     |     | 14    |
| 9   | José Garfias           | 6   | C   | 7   | 23  |     |     |     |     |     |     |     |     |     |     |     |     | 14    |
| 10  | Noah Lisle             | Rit | C   | 5   | 12  |     |     |     |     |     |     |     |     |     |     |     |     | 10    |
| 11  | Suleiman Zanfari       | 5   | C   | NS  | NS  |     |     |     |     |     |     |     |     |     |     |     |     | 10    |
| 12  | Michael Shin           | 11  | C   | 9   | 7   |     |     |     |     |     |     |     |     |     |     |     |     | 8     |
| 13  | Dario Cabanelas        | 8   | C   | 10  | 16  |     |     |     |     |     |     |     |     |     |     |     |     | 6     |
| 14  | Isaac Barashi          | 21  | C   | 11  | 8   |     |     |     |     |     |     |     |     |     |     |     |     | 4     |
| 15  | Theodor Jensen         | 9   | C   | 18  | 10  |     |     |     |     |     |     |     |     |     |     |     |     | 3     |
| 16  | Daniel Nogales         | 13  | C   | 12  | 9   |     |     |     |     |     |     |     |     |     |     |     |     | 2     |
| 17  | Nick Gilkes            | 10  | C   | 16  | 20  |     |     |     |     |     |     |     |     |     |     |     |     | 1     |
| 18  | Georgy Zhuravskiy      | 14  | C   | Rit | 11  |     |     |     |     |     |     |     |     |     |     |     |     | 0     |
| 19  | Diego de la Torre      | 12  | C   | 20  | 14  |     |     |     |     |     |     |     |     |     |     |     |     | 0     |
| 20  | Garrett Berry          | 15  | C   | 14  | 13  |     |     |     |     |     |     |     |     |     |     |     |     | 0     |
| 21  | Emely de Heus          |     |     | 13  | 15  |     |     |     |     |     |     |     |     |     |     |     |     | 0     |
| 22  | Luciano Morano         | 16  | C   | 15  | 19  |     |     |     |     |     |     |     |     |     |     |     |     | 0     |
| 23  | Victoria Blokhina      | 17  | C   | 17  | 18  |     |     |     |     |     |     |     |     |     |     |     |     | 0     |
| 25  | Gaspard Le Gallais     | 20  | C   | Rit | 17  |     |     |     |     |     |     |     |     |     |     |     |     | 0     |
| 24  | Finley Green           | 19  | C   | Rit | 22  |     |     |     |     |     |     |     |     |     |     |     |     | 0     |
| 25  | Joao Díaz              |     |     | Rit | 21  |     |     |     |     |     |     |     |     |     |     |     |     | 0     |
| 26  | Nikola Tsolov          | Rit | C   |     |     |     |     |     |     |     |     |     |     |     |     |     |     | 0     |
| Pos | Pilota                 | SPA | SPA | RBR | RBR | POR | POR | LEC | LEC | ZAN | ZAN | ARA | ARA | JER | JER | CAT | CAT | Punti |

### Annotazioni
1. ↑  Georgy Zhuravskiy è di nazionalità Russa ma corre con bandiera e licenza del Kirghizistan
2. ↑  Vittoria Blokhina è di nazionalità Russa ma corre con bandiera e licenza del Kirghizistan
3. ↑  Alexander Abkhazava è di nazionalità Russa ma corre con bandiera e licenza del Kazakistan